# Kazushi Isoyama
Kazushi Isoyama (磯山 和司 Isoyama Kazushi?), född 8 januari 1975 i Ibaraki prefektur, är en japansk före detta fotbollsspelare.
Isoyama började sin karriär 1997 i Brummell Sendai. Efter Brummell Sendai spelade han för Otsuka Pharmaceutical, Omiya Ardija, Consadole Sapporo, Mito HollyHock och Arte Takasaki. Han avslutade karriären 2007.